# フランチェスコ・デ・ヴィコ
フランチェスコ・デ・ヴィコ（Francesco de Vico、 1805年5月19日 – 1848年11月15日）は19世紀イタリアの天文学者、イエズス会司祭。姓は"de Vigo"、"De Vico"または"DeVico"とも綴る。
マチェラータ出身。ウルビーノ大学で学んだ後に1823年にイエズス会に入会し、1837年に誓願を立てた。翌年、コッレージョ・ロマーノの天文台の指揮を任され、数学と天文学の講座を持った。
周期彗星2つ、非周期彗星4つの発見者であり、発見した彗星には54P/de Vico-Swift-NEATや 122P/de Vicoなどがある。1847年にアメリカ合衆国の女性天文学者マリア・ミッチェルが発見した、ミッチェル彗星 (C/1847 T1, 1847 VI)も、ミッチェルの発見の2日後、独立して発見した。ミッチェルの発見のニュースは、デ・ヴィコが彗星観測の発表をする前にはヨーロッパに届かなかったので、この彗星には初めデ・ヴィコの名が付けられ、彗星発見者に与えられたデンマーク王の賞金もデ・ヴィコに与えられたが、アメリカの天文学者たちの運動によって、発見者の名誉はマリア・ミッチェルのものとなった。
デ・ヴィコは土星の環の隙間の観測を行い、また金星の自転速度の測定を試みたが成功しなかった。多くの彗星を発見し、11等星までの星図の編纂をするというプロジェクトを開始したが、1848年のイタリア革命で研究は中断し、デ・ヴィコもパリ、ロンドンを経てアメリカ合衆国に亡命しなけらばならなかった。アメリカで受け入れられ、ジョージタウン大学への移住を希望し、協力者を募集するためにヨーロッパに戻った旅の途中、ロンドンで病死した。
月のクレータ（デ・ヴィコ）と小惑星(20103)デ・ヴィコには彼にちなんで命名されている。